# Евросистема
Евросистема (на английски: Eurosystem) представлява система от централни банки, включваща Европейската централна банка и централните банки на страните от Еврозоната. За разлика от нея, Европейската система на централните банки (ЕСЦБ) включва и националните централни банки на страните извън Еврозоната. Двете системи ще съществуват паралелно, докато има страни-членки на Европейския съюз, които не са приели еврото за своя валута.

## Мисия
Евросистемата е паричният орган на Еврозоната. Основната и ̀задача е поддържането на ценова стабилност в името на общото благо. В качеството си на водеща финансова институция тя също така се стреми да гарантира финансовата стабилност и да насърчава финансовата интеграция в Европа.

## Членове
Правните текстове, чрез които е създадена Европейската система на централните банки (ЕСЦБ) ― Договорът от Маастрихт и Уставът на ЕСЦБ от 1993 г. ― се основават на допускането, че всички държави членки в крайна сметка ще приемат еврото и следователно ЕСЦБ ще осъществява задачите, свързани с единната валута. Докато всички държави от ЕС не въведат еврото обаче, ключовият участник е Евросистемата, която обхваща ЕЦБ и националните централни банки на държавите членки в Еврозоната. Термините „ЕСЦБ“ и „Евросистема“ се споменават за първи път в Договора от Лисабон (член 282 от Договора за функционирането на Европейския съюз).
В качеството си на система на централните банки в еврозоната Евросистемата обхваща: ЕЦБ и националните централни банки (НЦБ) на следните 18 държави членки на ЕС, чиято обща парична единица е еврото: Австрия, Белгия, Германия, Гърция, Естония, Испания, Италия, Ирландия, Кипър, Латвия, Люксембург, Малта, Нидерландия, Португалия, Словакия, Словения, Финландия и Франция.
Тъй като решенията относно политиките на ЕЦБ, например решенията по паричната политика, се отнасят единствено до страните от Еврозоната, на практика Евросистемата изпълнява функциите на централна банка за Еврозоната.
Основните причини за наличието на система от централни банки в Европа са три:
1. Евросистемата се основава на съществуващите компетенции на НЦБ, на тяхната институционална структура, инфраструктура, експертни знания и опит и отлични оперативни възможности. Освен това някои централни банки изпълняват и допълнителни задачи, наред с тези на Евросистемата.
2. Предвид географските размери на Еврозоната и дълготрайните връзки между националните банкови общности и техните НЦБ, е сметнато за необходимо да се предостави на кредитните институции точка за достъп до дейностите на централните банки във всяка участваща държава членка.
3. Предвид множеството нации, езици и култури в Еврозоната, НЦБ (вместо една наднационална банка) са в най-добра позиция да служат като точки за достъп до Евросистемата.[2]

## Функции
Основните задачи на Евросистемата са:
- да определя и прилага паричната политика за Еврозоната;
- да осъществява валутни операции;
- да държи и управлява официалните валутни резерви на страните от Еврозоната;
- да съдейства за гладкото функциониране на платежните системи.

В допълнение, ЕЦБ има изключителното право да разрешава емитирането на банкноти в Еврозоната. Също така ЕЦБ заедно с националните централни банки събира статистическа информация, необходима за изпълнение на задачите, или от съответните национални органи или директно от икономическите агенти. Евросистемата допринася за гладкото провеждане на политиките, следвани от органите, отговорни във връзка със строгия надзор на кредитните институции и стабилността на финансовата система.
Не на последно място, ЕЦБ поддържа работни отношения със съответните институции, органи и форуми както в ЕС така и в международен план по отношение на задачите, поверени на Евросистемата. ЕЦБ има консултативна роля по отношение на Общността и националните власти по въпроси, които попадат в нейната сфера на компетентност, особено когато става въпрос за Общностно или национално законодателство.

## Други задачи

### Консултативни функции
ЕЦБ трябва да даде мнение в своята сфера на компетентност в определени рамки и при определени условия: по всеки предложен акт на Съюза и при поискване от националните органи относно проекти за законодателни разпоредби. ЕЦБ предоставя консултации под формата на Становища на ЕЦБ, които се публикуват на уебсайта на банката.

### Събиране и съставяне на статистика
ЕЦБ със съдействието на националните централни банки събира статистическа информация, необходима за изпълнение на нейните задачи. Статистиката е от много важно значение например за месечните решения, свързани с основните лихвени проценти, тъй като те отразяват текущото състояние на икономиката в Еврозоната.

### Принос за осъществяването на пруденциален надзор и финансова стабилност
Въпреки че пряката отговорност за осигуряването на финансова стабилност и осъществяването на пруденциален надзор принадлежи на компетентните национални органи и Европейския банков орган, Евросистемата трябва да съдейства за гладкото провеждане на политиките в тези области. Тази задача, която се променя в зависимост от пазарната и институционалната динамика, включва:
1. наблюдение на финансовата стабилност, чиято цел е да се установят уязвимите места и да се оцени степента на устойчивост на финансовата система в Еврозоната.
2. предоставяне на консултации на компетентните органи във връзка със съставянето и изменението на финансови правила и надзорни изисквания.
3. насърчаване на мерки за поддържане на финансова стабилност и ефективно управление на финансови кризи, включително тясно сътрудничество между централните банки и надзорните органи.

### Емитиране на евробанкноти и гарантиране на тяхната сигурност
В Еврозоната статут на законно платежно средство имат единствено евробанкнотите и евромонетите. Евробанкнотите се използват и в международен мащаб. Евросистемата има за задача да осигури безпроблемни и ефикасни доставки на евробанкноти и да запази общественото доверие в паричната единица. Сигурността на евробанкнотите се гарантира с помощта на научна дейност и разработване на системи за сигурност, чрез възпрепятстване и контрол на фалшифицирането, както и чрез прилагане на общи стандарти за качество и истинност при обработката на банкноти от страна на НЦБ, кредитни институции и други лица, работещи с пари в брой на професионална основа, като компании за транспортиране на пари в брой.

### Международно сътрудничество
Редица въпроси, свързани с основните задачи на ЕЦБ (в частност − паричната политика) имат отражение извън Еврозоната и поради това трябва да бъдат решавани на международно равнище. В този контекст ЕЦБ участва в срещи на международни форуми, на които се обсъждат въпроси, свързани с Евросистемата, за да представи нейните виждания.